# Madonna col Bambino e i santi Giuseppe, Agostino, Luigi e Francesco, un fanciullo donatore e due angeli
La Madonna col Bambino e i santi Giuseppe, Agostino, Luigi e Francesco, un  fanciullo donatore e due angeli (o Pala di sant'Agostino) è una pala d'altare a olio su tela (309 × 192 cm) di Giovanni Francesco Barbieri, detto Guercino, databile al 1616-17 e conservata nei Musées Royaux des Beaux-Arts di Bruxelles.

## Storia
Secondo Malvasia, il dipinto fu eseguito nel 1616 per la chiesa di Sant’Agostino a Cento:«Fece una tavola in Sant’Agostino di Cento, con una Madonna, il Puttino, e due suoi angeli, e de basso un S. Gioseffo, un S. Agostino, San Ludovico Rè di Francia, e il ritratto di un putto padrone della tavola.» Il dipinto è citato nella chiesa di S. Agostino a Cento anche da Francesco Scannelli e da Francesco Algarotti nella sua lettera del 27 settembre 1760 a Eustachio Zanotti. Baruffaldi avanza la proposta che il fanciullo donatore potesse essere Giuseppe Gaetano Righetti, figlio di Cesare Righetti, insigne benefattore di questa chiesa.
Lo storico dell’arte David M. Stone osserva che, tra il 1615 e il 1617, Guercino era impegnato nella decorazione ad affresco di Casa Pannini. Ritiene quindi che la data 1616 indicata da Malvasia si riferisca unicamente alla commissione dell’opera, e non al suo effettivo completamento. A suo giudizio, infatti, una pala di tale impegno non avrebbe potuto essere portata a termine in un lasso di tempo tanto breve. Ne conclude che il termine dell’esecuzione dell’opera debba risalire al 1617, forse appena prima della partenza dell’artista per Bologna, nel luglio di quell’anno, dove lo attendevano le importanti commissioni della famiglia Ludovisi. Matteo Marangoni, forse ignaro della testimonianza del Malvasia, propone una datazione molto più tarda, collocando l’esecuzione dell’opera nel 1620, dopo il San Guglielmo. Questa ipotesi ebbe però scarso seguito e la critica successiva tornò ad accettare la datazione indicata da Malvasia
La pala fu requisita dalle truppe napoleoniche nel 1796 ed esposta al Louvre. Nel 1802 fu inviata a Bruxelles per essere restaurata dal pittore Thys, poiché, come riferì il direttore del museo di Bruxelles, Guillaume Bosschaert, il dipinto risultava lacerato in diversi punti.
Nel 1967-68, in preparazione della mostra Il Guercino. Giovanni Francesco Barbieri, tenutasi a Bologna dal 1° settembre al 18 novembre 1968, la pala fu sottoposta a interventi di restauro presso l’Institut Royal du Patrimoine Artistique di Bruxelles. In quell’occasione vennero rimossi i ritocchi eseguiti dal pittore Pierre Joseph Tys, resisi necessari dopo i danni riportati dalla tela durante il trasporto a Bruxelles nel 1802. Si constatò che lo strato pittorico originale risultava, nel complesso, ben conservato; l’area più compromessa — comunque di entità limitata — si trovava nell’abito di san Francesco, sotto le mani, dove correva una striscia orizzontale. La rimozione della vecchia fodera portò inoltre alla scoperta di un’iscrizione tracciata frettolosamente sul retro della tela originale, con la dicitura: Zan francesco / Barbir / feci la pittura.

## Descrizione e stile
La composizione si articola in due registri sovrapposti. In alto, su un trono di nubi, la Madonna regge il Bambino, affiancata da tre angeli, uno dei quali suona il violino. In basso, si dispongono in semicerchio cinque figure: san Giuseppe, san Luigi di Francia, san Francesco d’Assisi, sant’Agostino e un fanciullo donatore inginocchiato. È proprio Agostino a presentare il piccolo al Bambino, con un gesto solenne e paterno. L’insieme è pervaso da un chiaroscuro morbido e teatrale, con richiami alla pittura dei Carracci e a modelli veneziani, soprattutto nella monumentalità delle figure e nella regia luministica.
Quest’opera segna un momento fondamentale nell’evoluzione artistica del giovane Guercino, rappresentando un punto di svolta nel suo linguaggio pittorico. Pur mantenendo ancora alcuni legami con la produzione precedente, per esempio nell’atmosfera e nell’impianto cromatico della parte superiore, che richiama le soluzioni luministiche di Scarsellino. Nella zona inferiore del dipinto si riconoscono ancora echi della serie degli Evangelisti, ma la costruzione delle figure e l’interazione tra i personaggi indicano una progressiva apertura verso un linguaggio che anticipa l’approdo sempre più convinto al naturalismo nelle fasi successive della sua carriera. Secondo Stone, la pala di Bruxelles rappresenta un momento di svolta nello sviluppo giovanile del Guercino, segnando il suo primo ingresso nell’orizzonte stilistico della scuola bolognese. L'artista assimila in quest’opera tratti caratteristici di pittori legati all’ambiente carraccesco, come Giacomo Cavedone, Pietro Faccini e Lionello Spada, dimostrando una padronanza sorprendente nella rielaborazione di tali influenze. La composizione, la più articolata tra quelle realizzate fino a quel momento, rivela una riflessione profonda sulle pale d’altare di Annibale Carracci degli anni 1590. Pur non avendo ancora visto direttamente le opere di Tiziano – che conoscerà solo nel 1618, durante il viaggio a Venezia – Guercino introduce in quest’opera suggestioni di matrice veneta, che però giungono a lui attraverso la mediazione carraccesca, in particolare di Annibale, destinato a diventare una figura di riferimento essenziale per il suo sviluppo pittorico e intellettuale, al pari del più anziano Ludovico. Già nel 1922, Hermann Voss riconosceva nella pala un’opera di eccezionale rilievo, considerandola la più importante realizzata fino a quel momento da Guercino e definendola un capolavoro assoluto.